# Pfarrkirche Deutschfeistritz

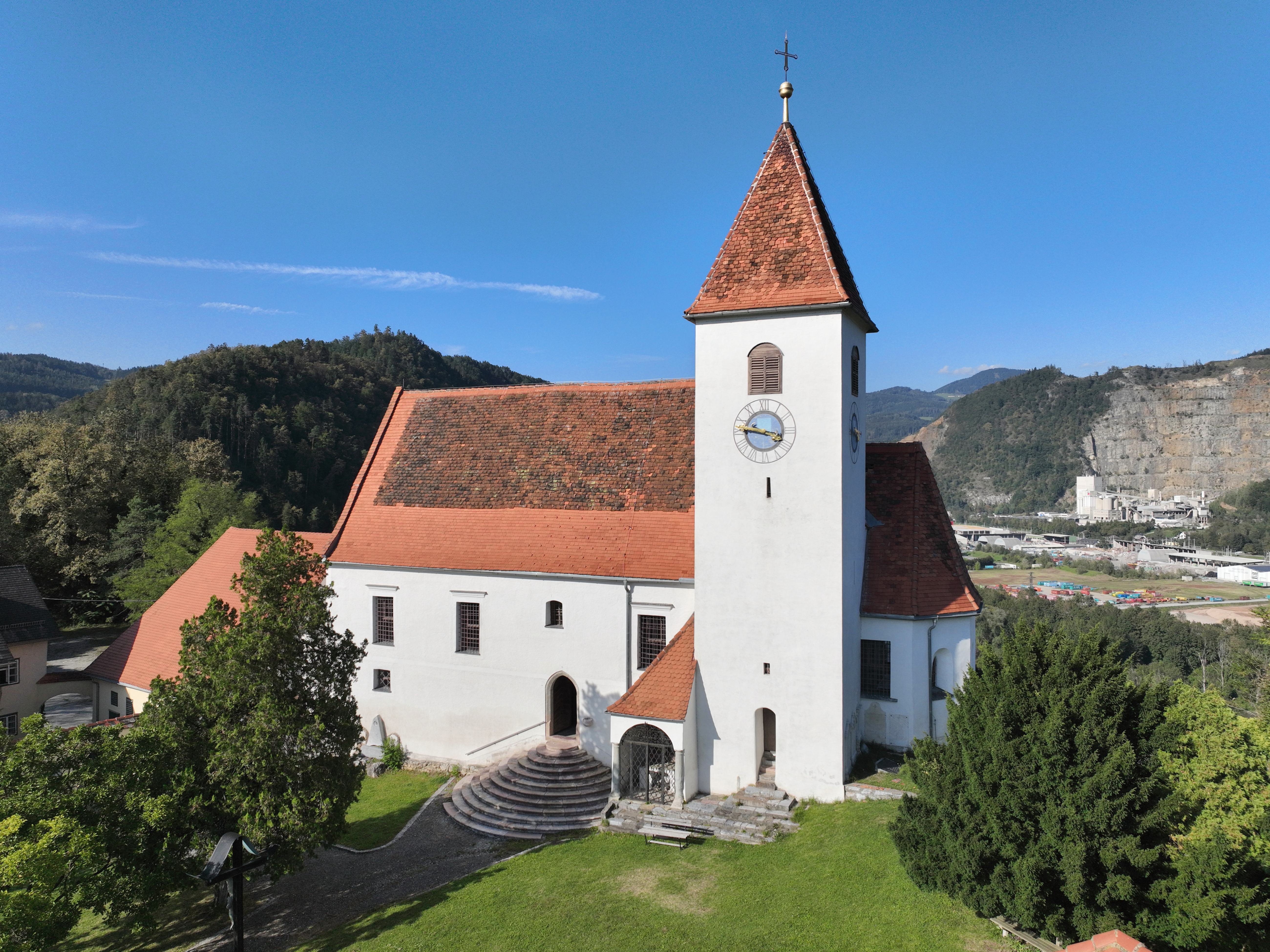
Die Pfarrkirche im September 2024

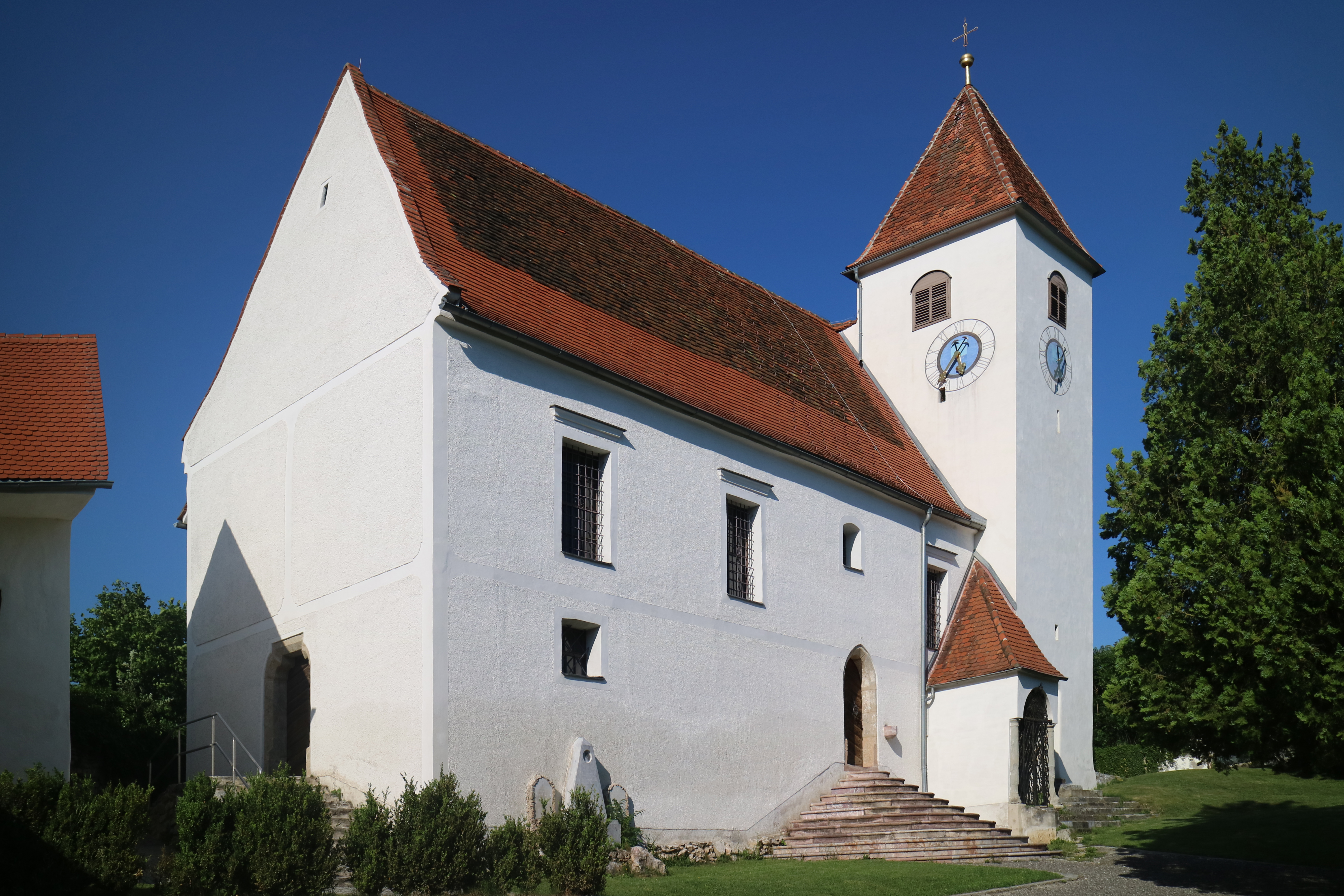
Westansicht der Pfarrkirche, 2019

Die römisch-katholische Pfarrkirche Deutschfeistritz steht in der Marktgemeinde Deutschfeistritz im Bezirk Graz-Umgebung in der Steiermark. Die auf den heiligen Martin geweihte Kirche gehört zum Dekanat Rein in der Diözese Graz-Seckau. Ihre Geschichte führt bis in die zweite Hälfte des 13. Jahrhunderts zurück.

## Lage
Die Pfarrkirche befindet sich auf der Kuppe des bewaldeten Kirchberges, der sich über dem Ortskern von Deutschfeistritz erhebt.

## Geschichte
Ursprünglich stand eine Burg die wahrscheinlich den Hochfreien von Feistritz gehörte auf dem Kirchberg. Diese wurde, nachdem die Feistritzer wegen Hochverrates verurteilt wurden 1151 abgetragen. An ihrer Stelle wurde in der zweiten Hälfte des 13. Jahrhunderts die heutige Pfarrkirche gebaut. Die erste urkundliche Erwähnung der Kirche erfolgte 1297. 1301 wurde sie zu einer eigenständigen Pfarre. In den Jahren von 1512 bis 1515 wurde das Kirchenschiff nach Süden hin verbreitert und mit einem Kreuzrippengewölbe versehen. Seit 1607 ist die Kirche dem Stift Rein inkorporiert. Bis 1618 befand sich im inneren des Kirchhofes ein Pranger. Der heutige Hochaltar wurde 1672 aufgestellt. Am Ende des 17. Jahrhunderts wurde im Süden der Kirche aus Dankbarkeit für eine überstandene Viehseuche die Erhardi-Kapelle gebaut. Der Anna-Altar wurde 1780 errichtet. 1860 wurde der Kirche von der Gräfin Maria Dietrichstein eine, von Michael Heferer gefertigte, Orgel geschenkt. Der Innenraum wurde 1968 restauriert.

## Architektur und Innenausstattung

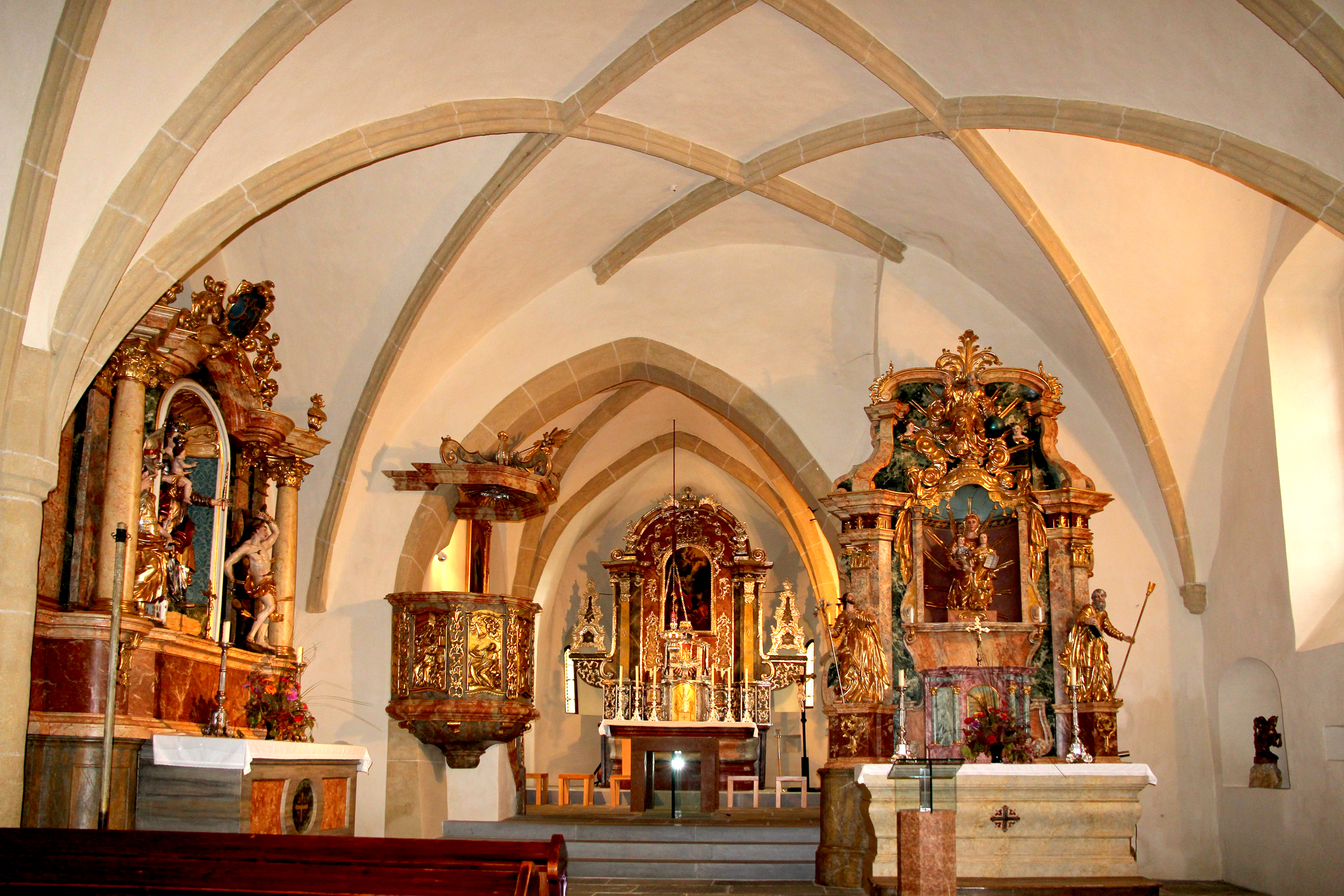
Blick auf den Hauptaltar

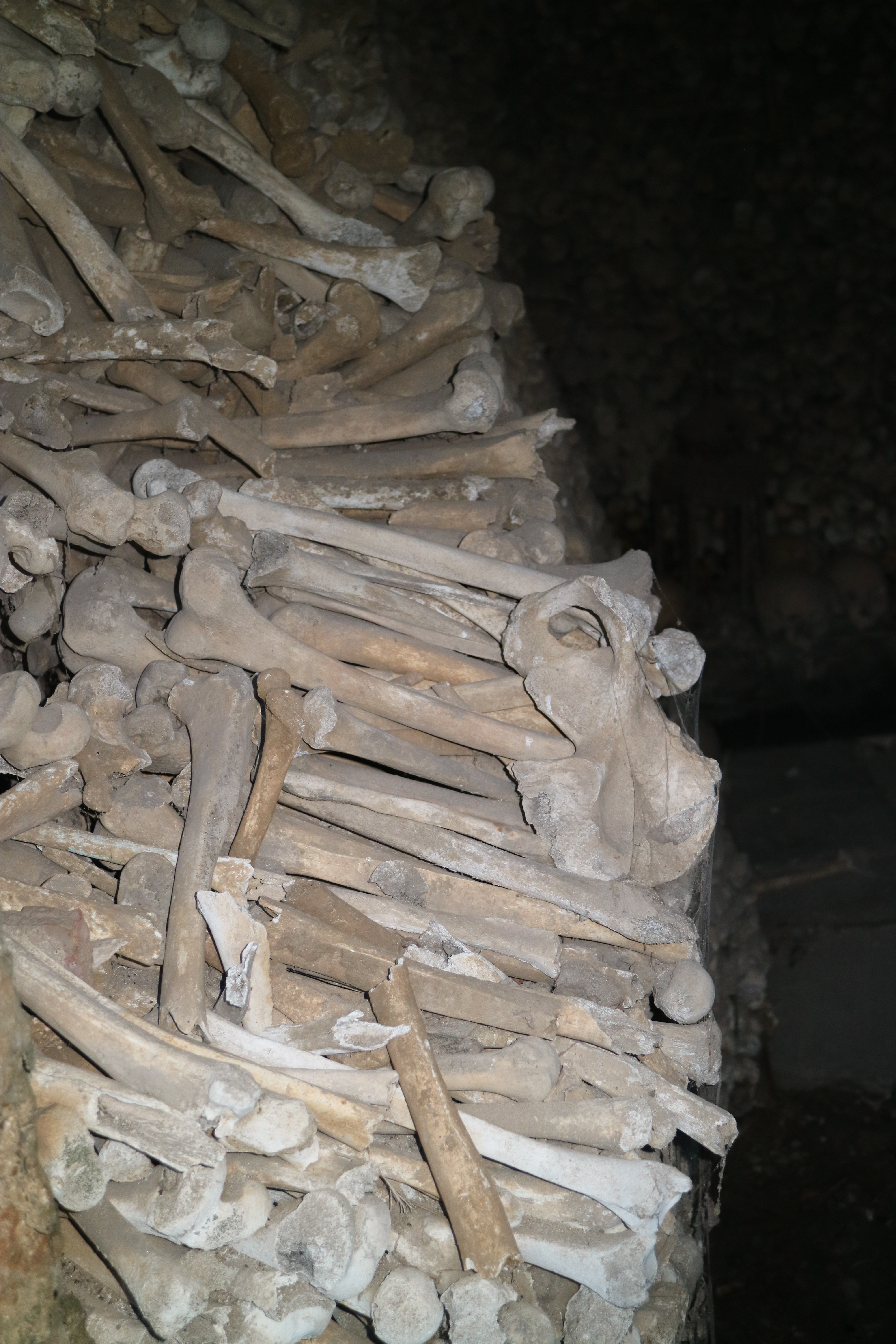
Menschliche Gebeine unterhalb der Kirche

Die Kirche wurde im Stil der Gotik erbaut. Der gotische Kirchturm steht im südlichen Teil des Chores und hat ein Zeltdach. Teile des Turmes wurden im Stil des Barocks gestaltet. Sowohl die Kirche als auch der Pfarrhof waren wahrscheinlich befestigt und wiesen vermutlich Wehranlagen auf, von denen aber keine erhalten geblieben sind. Eine Mauer umgibt die gesamte Kirche und den Kirchhof in dessen südlichen Teil sich ein, heute nicht mehr genutzter, Friedhof befindet.
Das vierjochige Langhaus wird von einem auf Halbrunddiensten mit abgeschrägter Wandvorlage sitzenden Netzrippengewölbe überspannt. Die Fenster des Langhauses wurden barockisiert und haben einfache Gitter. Der einjochige, um drei Stufen erhöhte, frühgotisch gestaltete Chor mit Fünfachtelschluss und darunter liegender Gruft wird von einem kräftigen Kreuzrippengewölbe überspannt welches im Chorschluss entfernt wurde. Weiters hat der Chor frühgotische Fenster. Die dreiachsige, auf Rundpfeilern ruhende Empore wurde im Stil der Spätgotik errichtet und befindet sich im westlichen Teil des Langhauses. Unter ihr befindet sich ein Kreuzrippengewölbe und der hölzerne Vorbau stammt wahrscheinlich aus dem 19. Jahrhundert. Das südliche Spitzbogenportal des Langhauses hat eine 1747 errichtete elfstufige Stiege sowie eine Tür mit Zugring aus der zweiten Hälfte des 17. Jahrhunderts. Im Westen befindet sich ein Schulterbogenportal. Die Sakristei hat ein Kreuzgratgewölbe und eine barocke Einrichtung sowie eine Tür mit schlichten, spätgotischen Beschlägen.
Der Hochaltar im Stil des Rokoko wurde 1672 wahrscheinlich von Johann Baptist Fischer aufgestellt und die silbernen Verzierungen wurden 1778 von Josef Gäminger geschaffen. Auf dem aus dem zweiten Drittel des 17. Jahrhunderts stammenden Altarbild ist der heilige Martin in ungarischer Nationaltracht abgebildet. Auf der rechten Seite der Kirche findet man den 1780 von Jakob Peyer angefertigten Anna-Altar. Wann der Frauenaltar errichtet wurde, ist unbekannt. 1715 erhielt er von der Bruderschaft Unserer Lieben Frau seine heutige Gestalt. Zwischen dem Kirchturm und dem Südeingang befindet sich die, aus dem letzten Viertel des 17. Jahrhunderts stammende, barocke Erhardi-Kapelle. Sie weist ein, von Josef Reich 1728 gemaltes, Altarbild des heiligen Erhard sowie ein kunstvoll gestaltetes Schmiedeeisengitter auf.
Das achteckige Taufbecken der Kirche stammt aus dem Jahr 1461 und  besteht aus rotem Marmor. Die Kanzel wurde um 1720 vermutlich von Johann Jacob Schoy gestaltet und hat die lateinischen Kirchenväter sowie die drei göttlichen Tugenden darstellende Reliefs. Der Korb und das Treppengeländer der Kanzel werden von einem schmiedeeisernen Gitter umgeben.  Die Orgel stammt aus dem Jahr 1860 und wurde von Michael Heferer angefertigt. Sie steht auf der Empore und weist zwölf Register auf. Eine, an der Wand angebrachte, handschriftliche Beschreibung neben dem Taufbecken weist auf die Gräfin Maria Dietrichstein, der Spenderin der Orgel hin. Weiters befinden sich eine aus dem zweiten Viertel des 18. Jahrhunderts stammende Statue des heilgen Johannes Nepomuk sowie ein aus der zweiten Hälfte des 18. Jahrhunderts stammendes, barockes Ovalbid des heiligen José Calasanz in der Kirche.